# Bayanbulag
Bayanbulag (tiếng Mông Cổ: Баянбулаг) là một sum của tỉnh Bayankhongor ở miền nam Mông Cổ. Vào năm 2006, dân số của sum là 2.143 người.

## Địa lý
Sum có diện tích khoảng 3.170 km2. Trung tâm sum có cùng tên là Bayanbulag, nằm cách tỉnh lỵ Bayankhongor 250 km và thủ đô Ulaanbaatar 890 km.

### Khí hậu
Bayanbulag có khí hậu cận Bắc Cực (phân loại khí hậu Köppen Dwc) với mùa hè ôn hòa và mùa đông lạnh giá. Khí hậu rất khô; hầu hết lượng mưa rơi vào mùa hè, với một lượng tuyết rơi vào các tháng liền kề của tháng Năm và tháng Chín. Mùa đông rất khô.
| Dữ liệu khí hậu của Bayanbulag           | Dữ liệu khí hậu của Bayanbulag | Dữ liệu khí hậu của Bayanbulag | Dữ liệu khí hậu của Bayanbulag | Dữ liệu khí hậu của Bayanbulag | Dữ liệu khí hậu của Bayanbulag | Dữ liệu khí hậu của Bayanbulag | Dữ liệu khí hậu của Bayanbulag | Dữ liệu khí hậu của Bayanbulag | Dữ liệu khí hậu của Bayanbulag | Dữ liệu khí hậu của Bayanbulag | Dữ liệu khí hậu của Bayanbulag | Dữ liệu khí hậu của Bayanbulag | Dữ liệu khí hậu của Bayanbulag |
| Tháng                                    | 1                              | 2                              | 3                              | 4                              | 5                              | 6                              | 7                              | 8                              | 9                              | 10                             | 11                             | 12                             | Năm                            |
| ---------------------------------------- | ------------------------------ | ------------------------------ | ------------------------------ | ------------------------------ | ------------------------------ | ------------------------------ | ------------------------------ | ------------------------------ | ------------------------------ | ------------------------------ | ------------------------------ | ------------------------------ | ------------------------------ |
| Cao kỉ lục °C (°F)                       | −0.1 (31.8)                    | 6.2 (43.2)                     | 12.4 (54.3)                    | 19.0 (66.2)                    | 23.8 (74.8)                    | 26.1 (79.0)                    | 32.7 (90.9)                    | 27.8 (82.0)                    | 20.7 (69.3)                    | 19.6 (67.3)                    | 9.3 (48.7)                     | 7.8 (46.0)                     | 32.7 (90.9)                    |
| Trung bình ngày tối đa °C (°F)           | −12.6 (9.3)                    | −9.6 (14.7)                    | −4.0 (24.8)                    | 4.5 (40.1)                     | 12.8 (55.0)                    | 17.8 (64.0)                    | 19.5 (67.1)                    | 17.4 (63.3)                    | 12.5 (54.5)                    | 4.3 (39.7)                     | −6.0 (21.2)                    | −11.1 (12.0)                   | 3.8 (38.8)                     |
| Trung bình ngày °C (°F)                  | −22.5 (−8.5)                   | −19.7 (−3.5)                   | −12.8 (9.0)                    | −2.9 (26.8)                    | 4.9 (40.8)                     | 10.6 (51.1)                    | 11.9 (53.4)                    | 10.1 (50.2)                    | 4.5 (40.1)                     | −4.5 (23.9)                    | −14.9 (5.2)                    | −20.1 (−4.2)                   | −4.6 (23.7)                    |
| Tối thiểu trung bình ngày °C (°F)        | −30.4 (−22.7)                  | −28.6 (−19.5)                  | −21.9 (−7.4)                   | −11.6 (11.1)                   | −3.7 (25.3)                    | 2.4 (36.3)                     | 5.7 (42.3)                     | 2.5 (36.5)                     | −3.8 (25.2)                    | −11.6 (11.1)                   | −22.9 (−9.2)                   | −27.6 (−17.7)                  | −12.6 (9.3)                    |
| Thấp kỉ lục °C (°F)                      | −48.1 (−54.6)                  | −45.0 (−49.0)                  | −40.2 (−40.4)                  | −29.3 (−20.7)                  | −23.8 (−10.8)                  | −11.4 (11.5)                   | −7.8 (18.0)                    | −7.3 (18.9)                    | −17.3 (0.9)                    | −29.9 (−21.8)                  | −38 (−36)                      | −45.5 (−49.9)                  | −48.1 (−54.6)                  |
| Lượng Giáng thủy trung bình mm (inches)  | 0.6 (0.02)                     | 1.4 (0.06)                     | 2.0 (0.08)                     | 5.0 (0.20)                     | 5.7 (0.22)                     | 20.4 (0.80)                    | 32.5 (1.28)                    | 21.9 (0.86)                    | 12.2 (0.48)                    | 4.6 (0.18)                     | 2.8 (0.11)                     | 0.9 (0.04)                     | 110 (4.33)                     |
| Số ngày giáng thủy trung bình (≥ 1.0 mm) | 0.2                            | 0.3                            | 0.4                            | 0.9                            | 1.1                            | 3.1                            | 4.8                            | 3.6                            | 1.9                            | 0.9                            | 0.6                            | 0.2                            | 18                             |
| Nguồn: NOAA (1975-1990)                  |                                |                                |                                |                                |                                |                                |                                |                                |                                |                                |                                |                                |                                |

## Kinh tế
Sum có một trường học, bệnh viện, trung tâm thương mại và nhà văn hóa.